# Banzaï (soundtrack)
Banzaï is de originele soundtrack van de gelijknamige film uit 1983, gecomponeerd en gedirigeerd door Vladimir Cosma. Een van zijn composities, 'Hot dog', is in Nederland bekend als achtergrondmuziek in het televisieprogramma Eigen Huis & Tuin.

## Tracklijst
1. Banzaï "Rhapsodie" (5:15)
2. Rhapsodie In Bronx (3:04)
3. Sur La Route De Tunis (1:02)
4. Hong Kong By Night (2:40)
5. Chineese Mafia (1:04)
6. African Putsch (4:43)
7. Ben Zidi Melodie (3:15)
8. Les Sampans D'Aberdeen (3:02)
9. Hot Dog (2:06)
10. Hong Kong Flirt (1:45)
11. Kung Fu (1:34)
12. Le Monstre (1:10)
13. Banzaï -Finale- (3:54)

### Korte versie
1. Banzaï Rhapsodie (5:31)
2. Rhapsodie in Bronx (3:06)
3. Sur la route de Tunis (1:04)
4. Hong Kong Flirt (1:45)
5. Hot Dog (2:09)
6. SOS planète {1:08)
7. Le monstre (1:12)
8. Ben Zidi mélodie (3:22)